# 宗谷村
宗谷村（日语：／ Sōya mura */?）為過去位於日本北海道宗谷支廳北部的行政區劃，位於現今稚內市的東北部區域，已於1955年2月1日併入稚內市。原為日本最北方的市町村，併入稚內市後，稚內市成為日本最北方的市町村，猿拂村成為日本最北方的村。
一般認為名稱源自宗谷岬的北方的辯天島阿伊努語原名「so-ya-suma」，意思是「海岸中岩石多的地方」。

## 歷史
- 1879年：設置宗谷村戶長役場。
- 1909年4月1日：宗谷村、泊內村、猿拂村合併為宗谷村，並成為北海道二級村。[2]
- 1924年1月1日：猿拂村從宗谷村分村。
- 1955年2月1日：宗谷村併入稚內市，並脫離宗谷郡之管轄。

## 產業
以漁業、奶酪畜牧業為主。轄內有大量漁港。
- 富磯漁港
- 宗谷漁港
- 第一清濱漁港
- 第二清濱漁港
- 大岬漁港
- 東浦漁港

## 交通

### 道路
- 國道238號

## 教育

### 中學校
- 富磯中學校
- 宗谷中學校
- 大岬中學校

上述三校已於1967年合併為稚內市立宗谷中學校，現為日本最北方的學校。

### 小中學校
- 增幌小中學校
- 東浦小中學校
- 峰岡小中學校（已於1971年廢校）

### 小學校
- 富磯小學校
- 宗谷小學校
- 大岬小學校

## 外部連結
- （日語）宗谷岬介紹（稚內社區網路）